# Kanton Montoir-de-Bretagne
Montoir-de-Bretagne is een voormalig kanton van het Franse departement Loire-Atlantique. Het kanton maakte deel uit van het arrondissement Saint-Nazaire. Het werd opgeheven bij decreet van 25 februari 2014 met uitwerking op 22 maart 2015.

## Gemeenten
Het kanton Montoir-de-Bretagne omvatte de volgende gemeenten:
- Donges
- Montoir-de-Bretagne (hoofdplaats)
- Saint-Malo-de-Guersac
- Trignac